# قائمة قرى محافظة دمياط
قرى محافظة دمياط هي وحدات سكنية وإدارية صغيرة في محافظة دمياط في مصر، تجمعها وحدات إدارية أكبر تسمّى بـ المراكز، وقد تدرّج ظهور تلك القرى عبر الزمن لتغيّر المساحة المنزرعة سواء بالنقصان نتيجة انقطاع وصول مياه الري أو الشرب لها أو غرق المنازل في فيضان النيل أو زحف الصحراء أو هدم القرى أثناء الحروب أو الثورات؛ أو بالزيادة نتيجة زيادة السكان أو استصلاح الأراضي.
لذا كانت تُجرى عمليات مساحة للأراضي من آن لآخر في مصر لحصرها وتقدير حجم الخراج الذي يمكن استخلاصه من الأراضي المزروعة تُسمّى بـ الرّوك وتُسجّل فيه مساحات أراضي القرى في الوحدات الإدارية الكبرى المعروفة بالكور ثم بالأعمال، وكيفية توزيع مصارفها.

## قرى تاريخية
القرى التاريخية هي القرى التي ثبُت تواجدها قبل الفتح الإسلامي لمصر أو أثناءه.
| القرية | المركز | قبل الفتح       | الروك الصلاحي | الروك الصلاحي | الروك الناصري | الروك الناصري | التربيع العثماني | التربيع العثماني | تاريخ 1228هـ | تاريخ 1228هـ | ملاحظات |
| القرية | المركز | قبل الفتح       | الاسم         | التبعية       | الاسم         | التبعية       | الاسم            | التبعية          | الاسم        | التبعية      | ملاحظات |
| ------ | ------ | --------------- | ------------- | ------------- | ------------- | ------------- | ---------------- | ---------------- | ------------ | ------------ | ------- |
| دمياط  | دمياط  | تامياتي Tamiati | دمياط         | الغربية       | دمياط         | ضواحي دمياط   | دمياط            | الغربية          | دمياط        | دمياط        |         |
| السرو  | الزرقا | بججا            | سرو بججا      | الدقهلية      | سرو بججا      | ضواحي دمياط   | سرو بججا         | الدقهلية         | السرو        | الدقهلية     |         |
| دقهلة  | الزرقا | تكيهلي Tkehli   | دقهلة         | الدقهلية      | دقهلة         | ضواحي دمياط   | دقهلة            | الدقهلية         | دقهلة        | الدقهلية     |         |

## قرى الروك الصلاحي
قرى الروك الصلاحي هي القرى الباقية إلى اليوم، والتي ثبت تواجدها في وقت الروك الصلاحي الذي أجراه السلطان الأيوبي صلاح الدين يوسف بن أيوب سنة 572هـ/1177م، ونقل الأسعد بن مماتي أسمائها في كتابه قوانين الدواوين.
| القرية              | المركز     | الروك الصلاحي    | الروك الصلاحي | الروك الناصري     | الروك الناصري       | التربيع العثماني  | التربيع العثماني | تاريخ 1228هـ      | تاريخ 1228هـ | ملاحظات                                                  |
| القرية              | المركز     | الاسم            | التبعية       | الاسم             | التبعية             | الاسم             | التبعية          | الاسم             | التبعية      | ملاحظات                                                  |
| ------------------- | ---------- | ---------------- | ------------- | ----------------- | ------------------- | ----------------- | ---------------- | ----------------- | ------------ | -------------------------------------------------------- |
| فارسكور             | فارسكور    | فارسكور          | الدقهلية      | فارسكور           | الدقهلية والمرتاحية | فارسكور           | الدقهلية         | فارسكور           | الدقهلية     |                                                          |
| شرباص               | فارسكور    | شرباص            | الدقهلية      | شرباص             | ضواحي دمياط         | شرباص             | الدقهلية         | شرباص             | الدقهلية     |                                                          |
| الضهرة              | فارسكور    | الظاهرية         | الغربية       | ظاهرية مسجد ميمون | الغربية             | ظاهرية مسجد ميمون | الغربية          | الضهرية           | الغربية      | حُرّف الاسم حديثًا إلى الضهرة.                              |
| ميت الخولي عبد الله | الزرقا     | منية بو عبد الله | الدقهلية      | منية أبي عبد الله | الدقهلية والمرتاحية | منية أبو عبد الله | الدقهلية         | ميت أبو عبد الله  | الدقهلية     | في سنة 1275هـ/1859م، تغير الاسم إلى ميت الخولي عبد الله. |
| شرمساح              | الزرقا     | شارمساح          | الدقهلية      | شارمساح           | الدقهلية والمرتاحية | شارمساح           | الدقهلية         | شرمساح            | الدقهلية     |                                                          |
| كفر سليمان البحري   | كفر سعد    | خلجان سليمان     | الدنجاوية     | خلجان سليمان      | الغربية             | كفر سليمان البحري | الغربية          | كفر سليمان البحري | الغربية      | قال ابن مماتي أنها من كفور دنجويه                        |
| كفر البطيخ          | كفر البطيخ | بورة             | الغربية       | بورة              | ضواحي دمياط         | كفر البطيخ        | الغربية          | كفر البطيخ        | الغربية      |                                                          |

## قرى الروك الناصري
قرى الروك الناصري هي القرى الباقية إلى اليوم، والتي استُحدثت بعد الروك الصلاحي، وقبل الروك الناصري الذي أجراه السلطان المملوكي الناصر محمد بن قلاوون سنة 715هـ/1315م، ونقل ابن الجيعان أسمائها في كتابه «التحفة السنية في أسماء البلاد المصرية».
| القرية       | المركز  | الروك الناصري    | الروك الناصري       | التربيع العثماني | التربيع العثماني | تاريخ 1228هـ | تاريخ 1228هـ | ملاحظات                      |
| القرية       | المركز  | الاسم            | التبعية             | الاسم            | التبعية          | الاسم        | التبعية      | ملاحظات                      |
| ------------ | ------- | ---------------- | ------------------- | ---------------- | ---------------- | ------------ | ------------ | ---------------------------- |
| السنانية     | دمياط   | منية سنان الدولة | ضواحي دمياط         | منية سنان الدولة | الغربية          | السنانية     | الغربية      |                              |
| البستان      | دمياط   | بستان بورة       | ضواحي دمياط         | بستان بورة       | الدقهلية         | البستان      | الدقهلية     |                              |
| العدلية      | دمياط   | العادلية         | ضواحي دمياط         | العادلية         | الدقهلية         | العادلية     | الدقهلية     | حُرّف الاسم حديثًا إلى العدلية. |
| الطرحة       | فارسكور | الطرحة           | الدقهلية والمرتاحية | الطرحة           | الدقهلية         | الطرحة       | الدقهلية     |                              |
| كفر العرب    | فارسكور | حوض العرب        | الدقهلية والمرتاحية | حوض العرب        | الدقهلية         | كفر العرب    | الدقهلية     |                              |
| الحوراني     | فارسكور | الحوراني         | ضواحي دمياط         | الحوراني         | الدقهلية         | الحوراني     | الدقهلية     |                              |
| ميت الشيوخ   | فارسكور | منية الشيوخ      | الدقهلية والمرتاحية | منية الشيوخ      | الدقهلية         | ميت الشيوخ   | الدقهلية     |                              |
| كفر تقي      | الزرقا  | منشية الظاهر     | الدقهلية والمرتاحية | كفر تقي          | الدقهلية         | كفر تقي      | الدقهلية     |                              |
| ميت أبو غالب | كفر سعد | منية أبي غالب    | الغربية             | منية أبو غالب    | الغربية          | ميت أبو غالب | الغربية      |                              |

## قرى العصر العثماني
قرى العصر العثماني هي القرى الباقية إلى اليوم، والتي استُحدثت في نهاية العصر المملوكي أو بعد التربيع العثماني الذي أجراه سليمان باشا الخادم والي مصر في عهد السلطان العثماني سليمان القانوني سنة 933هـ/1527م.
| القرية   | المركز  | التربيع العثماني | التربيع العثماني | تاريخ 1228هـ | تاريخ 1228هـ | ملاحظات                                              |
| القرية   | المركز  | الاسم            | التبعية          | الاسم        | التبعية      | ملاحظات                                              |
| -------- | ------- | ---------------- | ---------------- | ------------ | ------------ | ---------------------------------------------------- |
| العنانية | دمياط   | العنانية         | الغربية          | العنانية     | الغربية      | فُصلت عن ناحية شطوط دمياط في العصر العثماني.          |
| البراشية | فارسكور | براشية           | الدقهلية         | البراشية     | الدقهلية     | فُصلت سنة 933هـ/1527م عن ناحية شرباص.                 |
| الزرقا   | الزرقا  | الزرقاء          | الدقهلية         | الزرقة       | الدقهلية     | فُصلت عن ناحية ميت الخولي عبد الله في العصر العثماني. |

## قرى عصر الأسرة العلوية
قرى عصر الأسرة العلوية هي القرى الباقية إلى اليوم، والتي استُحدثت في عهد أسرة محمد علي باشا الذي أمر سنة 1227هـ/1812م بفكّ زمام القطر المصري، وعمل مسح جديد للأراضي، وتسجيلها في ديوان جديد عُرف بـ تاريخ 1228هـ.
| القرية                | المركز     | ملاحظات |
| --------------------- | ---------- | --- |
| الإسماعيلية           | كفر سعد    | فُصلت عن أراضي نواحي كفر سعد وكفر سليمان البحري وكفر البطيخ سنة 1362هـ/1943.                                     |
| الركابية              | كفر البطيخ | فُصلت من نواحي السنانية وكفر البطيخ سنة 1351هـ/1932م.                                                            |
| السوالم               | كفر سعد    | فُصلت عن ناحية رأس الخليج سنة 1275هـ/1859م.                                                                      |
| المحمدية              | كفر سعد    | فُصلت عن ناحية كفر سعد سنة 1362هـ/1943م.                                                                         |
| كفر المنازلة          | كفر سعد    | فُصلت عن ناحية كفر سليمان البحري سنة 1334هـ/1916م.                                                               |
| كفر الوسطاني          | كفر سعد    | فُصلت عن ناحية رأس الخليج سنة 1335هـ/1917م.                                                                      |
| كفر سعد البلد         | كفر سعد    | فُصل عن ناحية ميت أبو غالب سنة 1228هـ/1813م.                                                                     |
| كفر شحاتة             | كفر سعد    | فُصل عن ناحية السوالم سنة 1363هـ/1944م.                                                                          |
| الزهراء               | كفر سعد    | فُصل عن ناحية ميت أبو غالب سنة 1228هـ/1813م باسم «كفر ميت أبو غالب»، ثم تغير الاسم حديثًا إلى الزهراء.            |
| كفور الغاب            | كفر سعد    | فُصل عن ناحية بلقاس سنة 1315هـ/1897م.                                                                            |
| كفر المرابعين الشرقية | كفر سعد    | فُصل عن نواحي كفور الغاب والدومين سنة 1360هـ/1941م.                                                              |
| شطا                   | دمياط      | فُصلت عن ناحية غيط النصارى سنة 1344هـ/1925م.                                                                     |
| الشعراء               | دمياط      | فُصلت عن ناحية شطوط دمياط سنة 1355هـ/1936م باسم «شط الشعرا».                                                     |
| الخليفية              | دمياط      | فُصلت عن ناحية الضهرة سنة 1259هـ/1843م باسم «الخُليفية».                                                          |
| الرحامنة              | فارسكور    | فُصلت عن ناحية فارسكور سنة 1259هـ/1843م.                                                                         |
| الروضة                | فارسكور    | فُصلت عن ناحية فارسكور سنة 1259هـ/1843م باسم «عزبة الحاجة»، ثم تغير اسمها إلى الروضة سنة 1350هـ/1931م.           |
| الزعاترة              | الزرقا     | فُصلت عن ناحية شرمساح سنة 1228هـ/1813م.                                                                          |
| السالمية              | فارسكور    | فُصلت عن ناحية الضهرة سنة 1228هـ/1813م.                                                                          |
| العبيدية              | فارسكور    | فُصلت عن ناحية ميت الشيوخ سنة 1266هـ/1850م.                                                                      |
| العطوي                | فارسكور    | فُصلت عن ناحية فارسكور سنة 1260هـ/1844م.                                                                         |
| الغنيمية              | فارسكور    | فُصلت عن ناحية فارسكور سنة 1265هـ/1849م.                                                                         |
| الغوابين              | فارسكور    | فُصلت عن ناحية فارسكور سنة 1262هـ/1846م.                                                                         |
| النجارين              | فارسكور    | فُصلت عن ناحية الضهرة سنة 1259هـ/1843م.                                                                          |
| أولاد حمام            | دمياط      | فُصلت عن ناحية الضهرة سنة 1259هـ/1843م.                                                                          |
| سيف الدين             | الزرقا     | فُصلت عن ناحيتي السرو ودقهلة سنة 1355هـ/1936م.                                                                   |
| شط الخياطة            | دمياط      | فُصلت عن ناحية شطوط دمياط سنة 1289هـ/1872م.                                                                      |
| الشيخ ضرغام           | دمياط      | فُصلت عن ناحية شطوط دمياط سنة 1289هـ/1872م باسم «شط الشيخ دُرغام».                                                |
| شط جريبة              | دمياط      | فُصلت عن ناحية شطوط دمياط سنة 1289هـ/1872م.                                                                      |
| عزبة اللحم            | دمياط      | فُصلت عن ناحية شطوط دمياط سنة 1289هـ/1872م باسم «شط عزبة اللحم».                                                 |
| غيط النصارى           | دمياط      | فُصلت عن ناحية شطوط دمياط سنة 1289هـ/1872م باسم «شط غيط النصارى».                                                |
| شط محب والسيالة       | دمياط      | فُصلت عن ناحية شطوط دمياط سنة 1289هـ/1872م.                                                                      |
| البصارطة              | دمياط      | فُصلت عن ناحية شطوط دمياط سنة 1255هـ/1839م باسم «عزب البصارطة».                                                  |
| الناصرية              | فارسكور    | فُصلت عن نواحي شرباص والغنيمية وكفر الشناوي سنة 1352هـ/1933م باسم «عزب شرباص»، ثم تغير الاسم لاحقًا إلى الناصرية. |
| عزبة البرج            | دمياط      | فُصلت عن ناحية شطوط دمياط سنة 1289هـ/1872م.                                                                      |
| كفر الشناوي           | فارسكور    | فُصلت عن ناحية شرباص سنة 1261هـ/1845م.                                                                           |
| كفر المياسرة          | الزرقا     | فُصلت عن ناحية السرو سنة 1230هـ/1815م.                                                                           |
| منشأة كرم ورزوق       | فارسكور    | فُصلت عن ناحية البراشية سنة 1358هـ/1939م.                                                                        |

## قرى العصر الجمهوري
قرى العصر الجمهوري هي القرى التي استحدثت بعد سقوط الحكم الملكي في مصر.
- الإبراهيمية البحرية، كفر سعد
- الإبراهيمية القبلية، كفر سعد
- أبو جريدة، فارسكور أصلها عزبة تتبع ناحية الرحامنة.[38]
- أبو راشد، كفر سعد
- أبو عباد، كفر سعد
- الأربعين، فارسكور أصلها عزبة تتبع ناحية البراشية.[39]
- أم الرزق، كفر سعد
- أم الرضا، كفر البطيخ
- أم الرضا الجديدة، كفر البطيخ
- أولاد خلف، فارسكور أصلها عزبة تتبع ناحية فارسكور.[40]
- الباز، الزرقا
- البدراوي، كفر سعد
- البساتين، كفر البطيخ
- تفتيش كفر سعد، كفر سعد
- تفتيش ثان، كفر سعد
- التوفيقية، كفر سعد
- حجاجة، فارسكور
- الحسنية، كفر سعد
- دار السلام، كفر سعد
- الدهايمة، كفر سعد أصلها عزبة تتبع ناحية بلقاس.[41]
- رأس البر،  دمياط أصلها نقطة شرطة تتبع ناحية دمياط.[42]
- الرياض، كفر البطيخ
- السعيدية البحرية، كفر سعد
- السعيدية القبلية، كفر سعد
- السلام، الزرقا
- السواحل، كفر البطيخ
- العباسية، كفر سعد
- العزازمة، فارسكور أصلها عزبة تتبع ناحية الرحامنة.[43]
- عزب النهضة،  دمياط
- العوامر، كفر البطيخ
- الكاشف الجديد، الزرقا
- كفر الغوابين، فارسكور
- كحيل، كفر البطيخ
- اللوزي، كفر سعد
- منشأة ناصر، كفر سعد
- النواصرية، كفر سعد
- الهواشم، كفر البطيخ

## قرى اندثرت في محافظة دمياط
| القرية       | ملاحظات |
| ------------ | --- |
| مسجد ميمون   | ذكرها ابن الجيعان في أعمال الدقهلية والمرتاحية، وكانت بالقرب من قرية الضهرة.                                                                                                   |
| منية النصارى | ذكرها ابن مماتي في أعمال الدقهلية، وابن الجيعان في أعمال الدقهلية والمرتاحية مُحرّفة باسم «باطيفة النصارى»، وهي اليوم جزء من قرية شرمساح.                                        |
| منية العز    | ذكرها ابن الجيعان في أعمال ضواحي دمياط باسم «منية العز»، كما وردت في التربيع العثماني باسم «منية العز البحرية الشرقية»، ومحلها اليوم «حوض أبو النور» ضمن أراضي ناحية الغوابين. |